# Сје Сији
Сје Сији (кин: 谢思埸; пинјин: Xiè Sīyì; Шантоу, 28. март 1996) елитни је кинески скакач у воду и актуелни светски првак у скоковима са даске са висине од 1 метра.
На почетку каријере његова главна дисциплина су били синхронизовани скокови са торња, а његов партнер је био Чен Ајсен. Након што је током 2012. доживео неколико озбиљнијих повреда фокусирао се на нешто сигурније и лакше скокове са даске са висина од једног и три метра.
Највећи успех у каријери остварио је на Светском првенству 2015. у Казању где је освојио титулу светског првака у дисциплини даска 1 метар, те бронзану медаљу у екипној конкуренцији заједно са Чен Жуолин.
На светском првенству у Будимпешти 2017. освојио је титулу светског првака у појединачним скоковима са даске 3м, те сребрну медаљу у синхронизованим скоковима са даске у пару са Цао Јуен. 